# Strangalomorpha signaticornis
Strangalomorpha signaticornis är en skalbaggsart som först beskrevs av Ludwig Ganglbauer 1890.  Strangalomorpha signaticornis ingår i släktet Strangalomorpha och familjen långhorningar. Inga underarter finns listade i Catalogue of Life.